# Landsfort
Het Landsfort of Landsfort Herle was een middeleeuwse kerkburcht in de Nederlandse stad Heerlen, provincie Limburg. De locatie van de voormalige burcht vormt de oude kern van Heerlen en is nog in het stratenpatroon herkenbaar. Van de burcht zijn bovengronds de Schelmentoren en de Pancratiuskerk behouden gebleven.

## Geschiedenis
Het allodium Heerlen was in de 11e eeuw in bezit van Udo, zoon van graaf Riquinus en gravin Mathilde. Als bisschop van Toul schonk Udo zijn Heerlense bezittingen aan de kerk van Toul, maar deze schenking is vermoedelijk ongedaan gemaakt door zijn familie, want in 1121 was zijn neef Theoderich alsnog de eigenaar van de goederen te Heerlen. Diens kleinzoon Theoderich II graaf van Are volgde hem op. Op deze manier werd Heerlen een bezit van graven van Are-Hochstaden.

### Castrum de Herle
In 1225 werd voor het eerst melding gemaakt van het ‘castrum de Herle’, oftewel de militaire versterking Heerlen. In 1239 werd deze vesting verwoest door de hertog van Brabant. Er woedde namelijk een strijd tussen de hertog van Brabant en de Keulse aartsbisschop Koenraad van Hochstaden over de benoeming van de Luikse bisschop. Heerlen viel binnen de machtssfeer van Brabant, maar de kasteelheer Dirk van Are-Hochstaden – een neef van Koenraad – keerde zich tegen zijn eigen hertog. Uit wraak besloot de hertog om de vesting Heerlen de belegeren en te verwoesten.

### Herbouw
Nadat in 1244 in Roermond vrede was gesloten, kreeg Dirk toestemming van de hertog om de burcht van Heerlen te herbouwen. Twee jaar later overleed Dirk en hij liet alles na aan zijn oom Frederik. Die besloot om de erfenis – inclusief het Landsfort Herle – aan de Keulse aartsbisschop te schenken. Via de leenkamer het Manhuis werden deze bezittingen door de aartsbisschop geadministreerd.

### Stadsontwikkeling
In 1318 belegerde de hertog van Brabant met succes het Landsfort. In een document uit dat jaar werd Heerlen aangeduid als oppidum, wat wijst op de toenmalige ontwikkeling van Heerlen tot een stad. Uiteindelijk zette deze ontwikkeling zich niet echt door: met het verdwijnen van de heren van Are-Hochstaden als eigenaren van Heerlen is het immers nooit meer van stadsrechten gekomen. Heerlen bleef nu voortbestaan als een vesting met militair belang. Ook kreeg het de status van vrijheid, waarbij de landheer één leengoed had en de rest van de grond werd verkaveld onder de bewoners. Zij hoefden sommige belastingen niet te betalen en ze hadden geen onderhoudsdiensten. Omwonenden hadden tevens het 'refugierecht', zodat ze bij gevaar zich in veiligheid mochten brengen binnen de burchtmuren. Verder was er een schepenbank aanwezig.
Rond 1400 kwam Heerlen onder gezag van de Bourgondische hertogen.
De woontoren van het Landsfort werd vanaf de eerste helft van de 16e eeuw gebruikt als gevangenis, waaraan deze uiteindelijk ook zijn naam Schelmentoren zou overhouden. Nog tot 1879 bleef de toren in gebruik als gevangenis.

### Verval
Nog tot in de 17e eeuw bleef de burcht Heerlen een rol spelen in oorlogen. Zo belegerde een Gelders leger in 1543 de burcht en werd er in de jaren 1588 tot 1594 regelmatig gevochten. Hierna nam het belang van Heerlen echter af. Het Partagetractaat van 1661 bepaalde dat Heerlen onder de Republiek kwam te vallen. De schout en schepenen deden in 1670 een beroep op de Staten-Generaal om de vervallen vesting te herstellen. Voor de Republiek had Heerlen echter geen belangrijke militaire betekenis meer en het kwam niet verder dan het herstellen van de toegangspoorten.

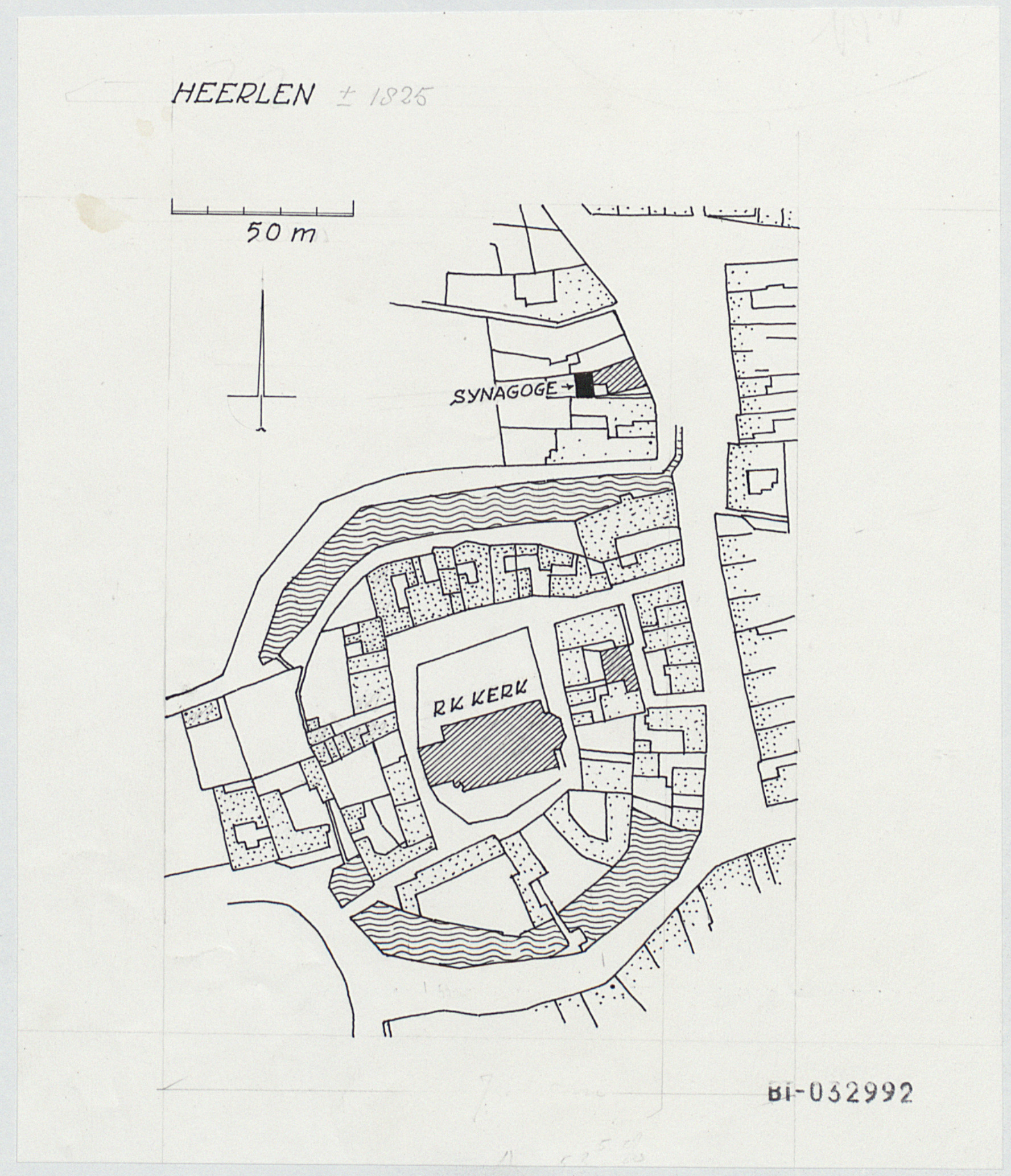
Heerlen in 1825, met de twee grachtrestanten Bongerdpoel en Kerkgraaf.

Dit betekende het einde voor de oude burcht. In de 18e eeuw werden de muren deels ontmanteld. De zuidwestelijk gelegen Akerpoort verloor zijn functie en in 1760 en 1778-1788 werden de muren rondom de poort afgebroken. Van de slotgracht bleef evenmin veel over: eind 17e eeuw was een gedeelte langs de Pancratiusstraat al gedempt en in gebruik genomen als moestuinen, om in de 18e eeuw bebouwd te raken. In 1822 waren nog slechts twee gedeeltes van de slotgracht overgebleven: de Bongerdpoel aan de noordzijde en de Kerkgraaf aan de zuidzijde. In 1899 werden ook deze restanten gedempt.
Begin 20e eeuw stonden er nog enkele delen van de oude burchtmuur overeind. In 1902 werden de pastorie en de aangrenzende burchtmuur met dynamiet opgeblazen. De aanleg van het Emmaplein betekende eveneens het einde voor een stuk muur en rond 1919 is de muur ten zuiden van het kerkkoor afgebroken. Voor de bouw van warenhuis Schunck in 1933 werd een aantal huizen ten noordwesten van de kerk afgebroken, inclusief burchtmuur. In 1967 werd begonnen met een sanering van de binnenstad waarbij een restant muur moest wijken voor parkeerplaatsen. Het laatste stuk originele muur bleef bewaard bij de pastorie.

## Bouwbeschrijving
Het oudste deel van het Landsfort is de Schelmentoren, die in de 11e eeuw als woontoren was gebouwd. Begin 12e eeuw werd rond een ovaal terrein van 110 bij 93 meter een aarden wal aangebracht, waarbij de woontoren onderdeel werd van deze wal. Om het complex heen werd een 12 meter brede en ruim 5 meter diepe gracht gegraven, die werd gevoed door de Caumerbeek. In het midden van de omwalling verrees tevens een kerkje, de voorloper van de huidige Pancratiuskerk. Dit kerkje werd in het derde kwart van de 12e eeuw uitgebreid.
Al vrij snel in de 12e eeuw werd de aarden wal vervangen door een muur van zandsteen en Kunrader steen. Het waren in feite twee parallel lopende muren die 4 tot 5 meter van elkaar stonden. Ook nu werd de woontoren weer onderdeel van de muur. De poorten waren geen aparte bouwwerken, maar verstevigde openingen in de muur. Het ging om drie poorten: de Aeckerpoort (ook wel Trichter Poort genoemd) in het noordoosten, de Kerkhofspoort (ook wel Veemarktspoort genoemd) in het zuidwesten en de poort bij het Manhuis aan de zuidoostzijde.
De kerk is meerdere malen uitgebreid. Mogelijk speelde de kerk ook een defensieve rol, gezien de schietopeningen in de toren en de mogelijkheid om een houten galerij rondom de toren aan te brengen. Rondom de kerk lag een ommuurd kerkhof, waarvan het laatste restant in 1901 werd opgeruimd.
Rondom de burcht lag een rechthoekig stelsel van watergangen. Er is wel geopperd dat dit een tweede slotgracht betrof waarlangs een aarden verdedigingswal moet hebben gelegen. Waarschijnlijker is echter dat het ging om ontwateringssloten voor weilanden en akkers.
Er werd zowel in als buiten het Landsfort gewoond. Zo stonden er in de 17e eeuw 25 huizen binnen de burchtmuren. Buiten de burcht lagen diverse woningen, graanopslagplaatsen en werkplaatsen, waarvan de bewoning terug gaat tot in de 10e eeuw.
De rond vorm van het Landsfort is behouden gebleven in het stratenpatroon, waaronder het Pancratiusplein. Bij de diverse bouwactiviteiten en stadssaneringen zijn restanten van de burcht teruggevonden, waarbij ook archeologisch onderzoek is uitgevoerd. Het verloop van de muren is aangegeven in de bestrating. In 2006 is met originele stenen een stukje muur opgebouwd op het Pancratiusplein.
De Schelmentoren en een muurdeel zijn behouden gebleven en staan geregistreerd als rijksmonument, net als de Pancratiuskerk.
Op het Pancratiusplein is een bronzen maquette van het Landsfort aangebracht.

### Kermismaandag
Tot begin 20e eeuw was het traditie om op Kermismaandag de bestorming van de Heerlense burcht na te spelen. Door het verdwijnen van de karakteristieke kenmerken van de burcht - de slotgracht en de muren - verloor het spel echter zijn aantrekkelijkheid. Na een incident in 1906 werd het ’stormen’ verboden.
In de jaren 70 van de 20e eeuw vond nog een eenmalige bestorming plaats.
In 2017 werd de traditie als HeerlenStormt nieuw leven ingeblazen, maar dan als hindernissenstormloop.

## Kaart
In blauw ingetekend de gracht rond het Landsfort op de hedendaagse kaart.

## Afbeeldingen

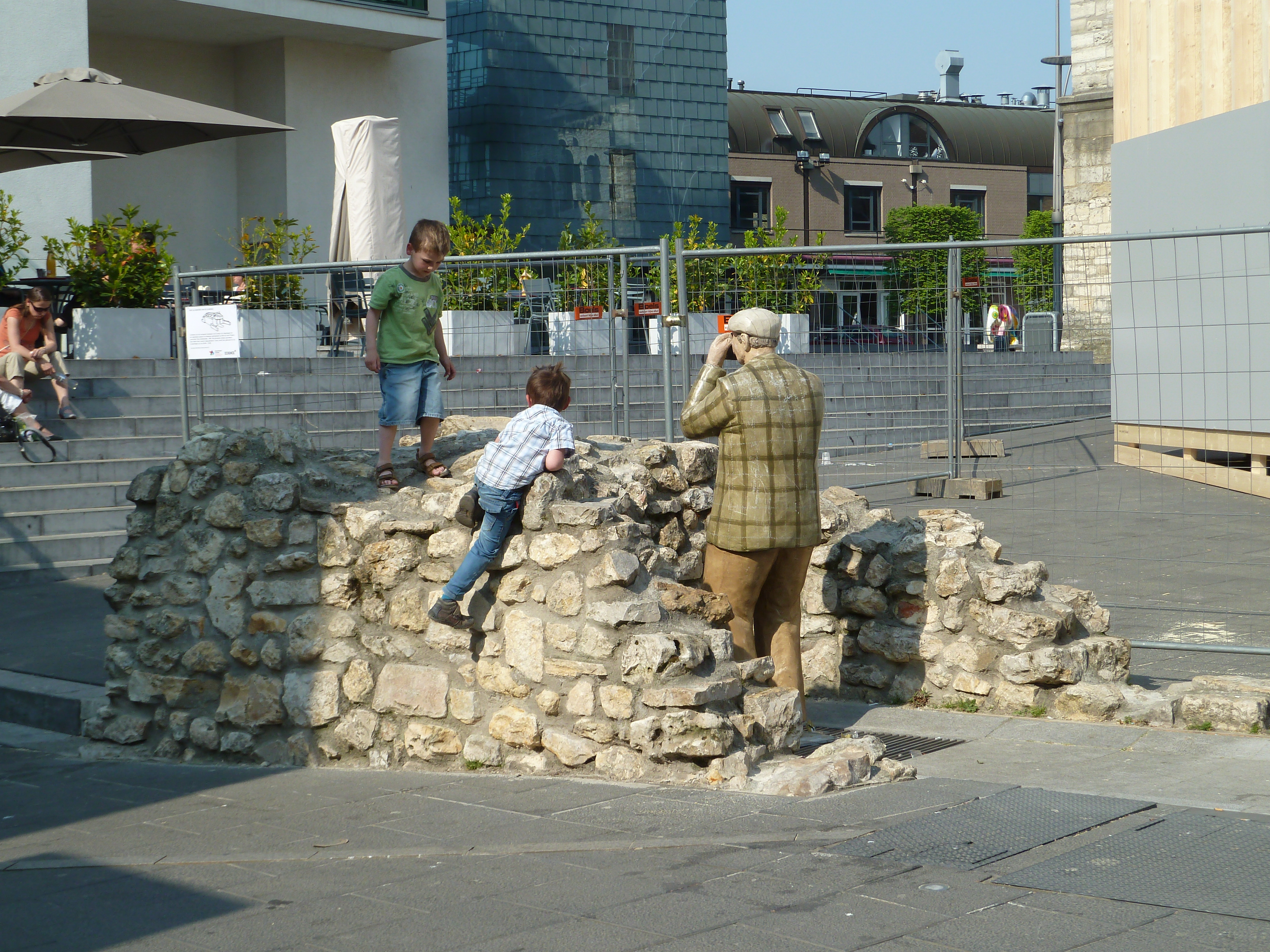
Het in 2006 opgemetselde stuk muur in de Pancratiusstraat
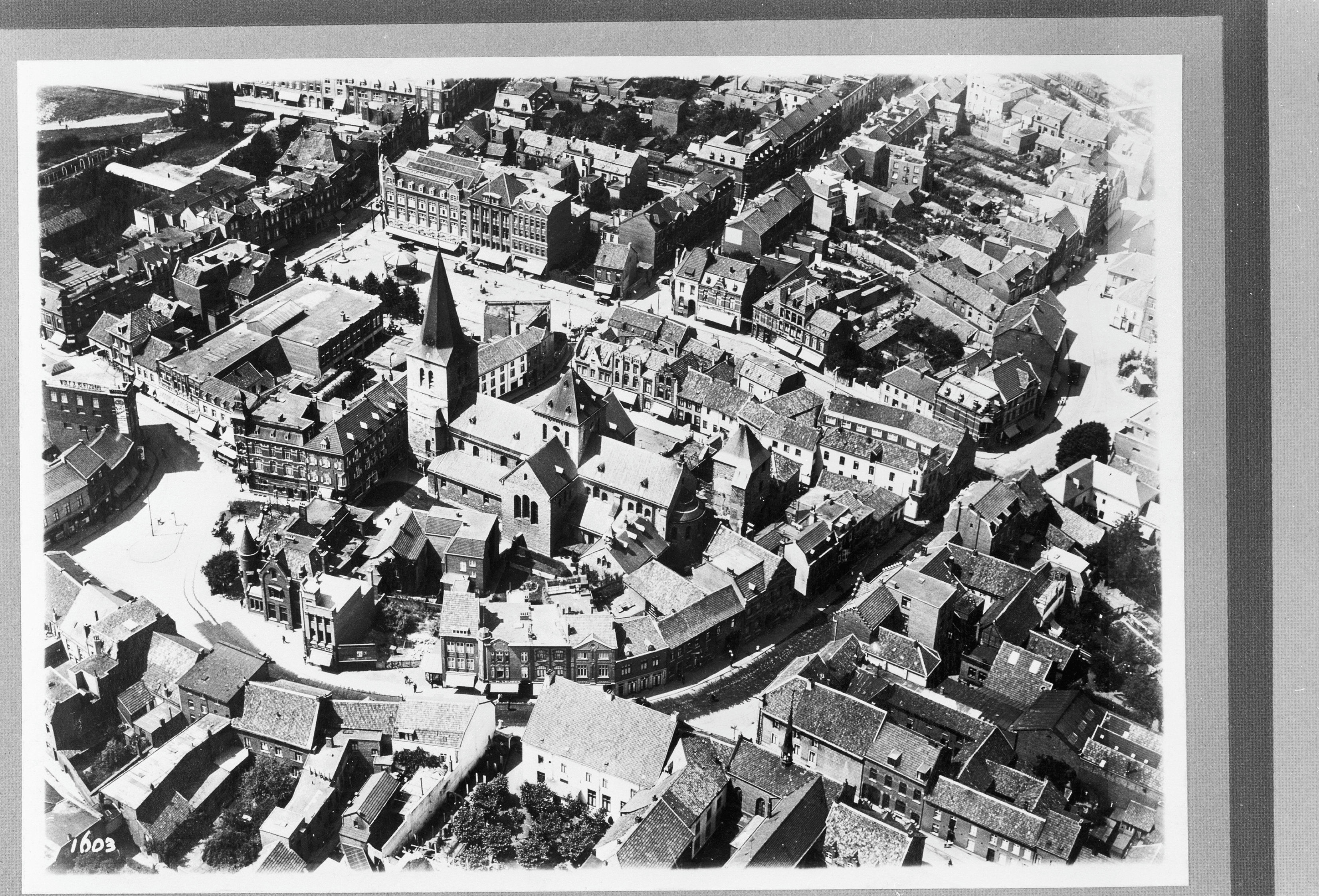
Het cirkelvormige centrum. De huizen staan op de gedempte gracht
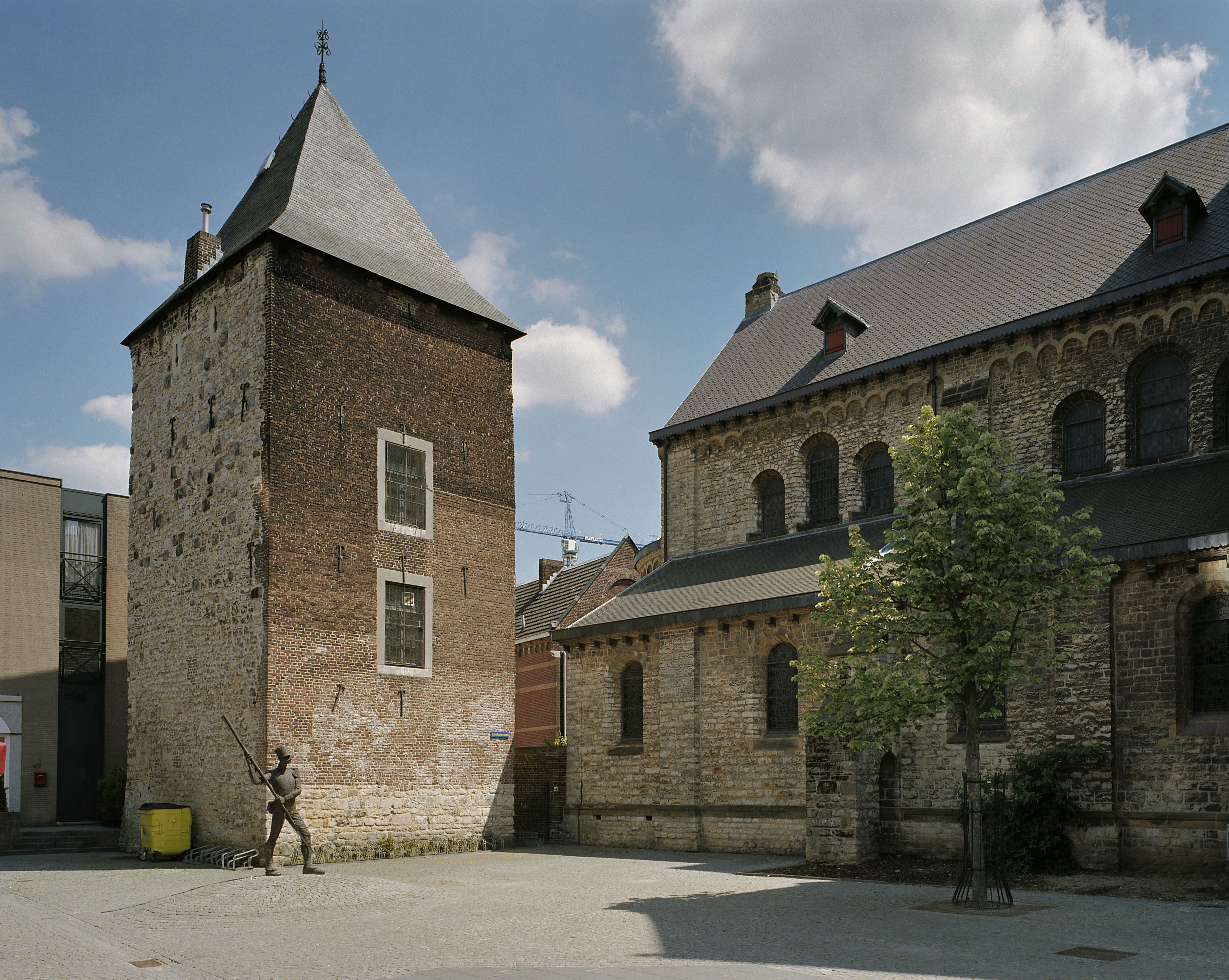
Overzicht vanaf Pancratiusplein, met de Schelmentoren
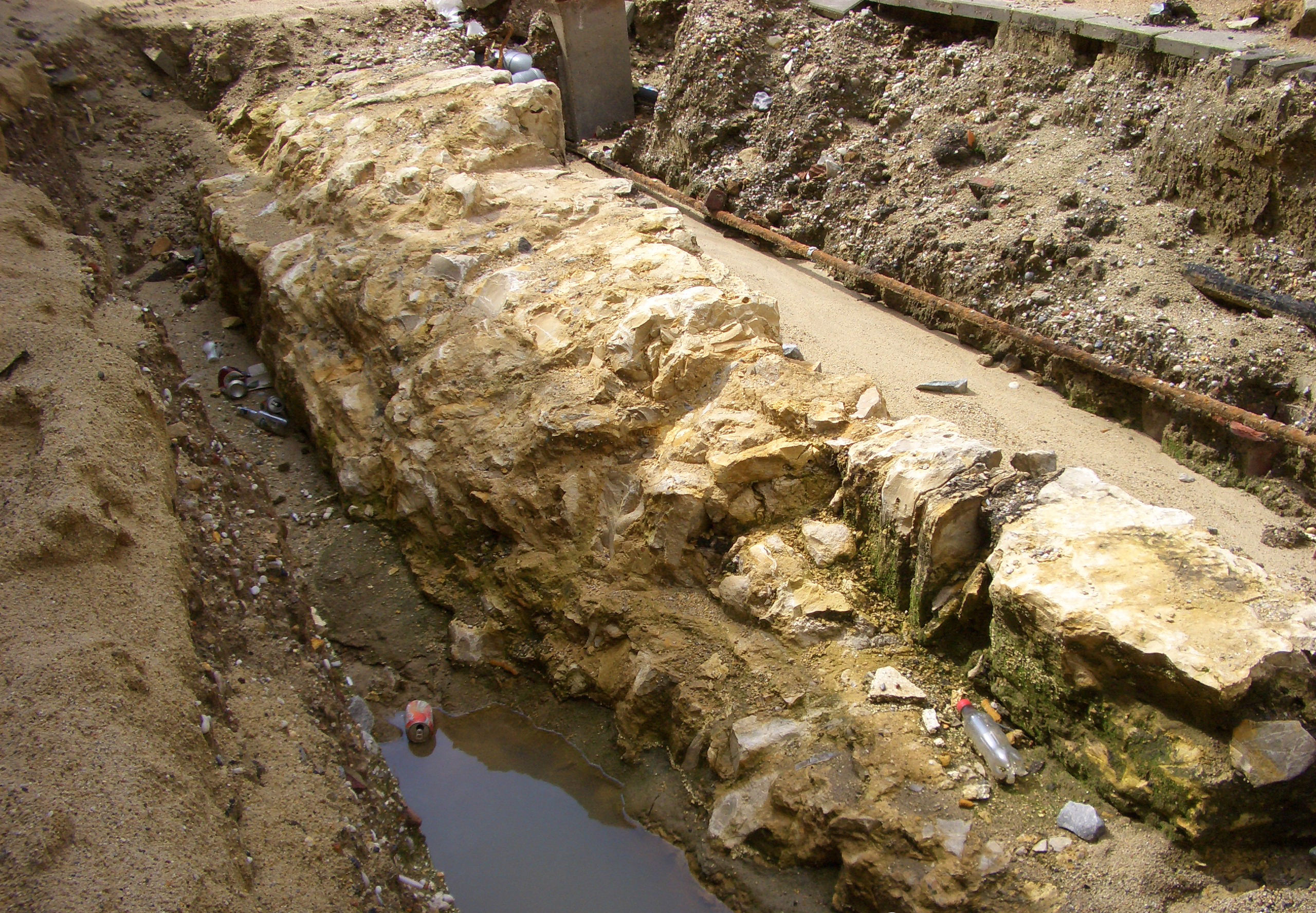
Opgegraven burchtmuur

Aerwinkel · Kasteel Afferden · Aldt Huys · Aldenborgh · Kasteel Aldenghoor · Aldenhoven · Alte Burg · Kasteel Amstenrade · Slot Annendael · Kasteel Arcen · Baersdonck · Bakvliet · Baronsberg · Baxhof · Beegden ·  Benzenrade · Kasteel De Berckt · Kasteel Bethlehem · Beusdaelshof · Binsfeld · Huis Blankenberg · Kasteel Bleijenbeek · Blitterswijck · Boerlo · Bolberg · Bollenberg · Kasteel De Bongard · Borggraaf · Kasteel d'Erp · Kasteel Borggraaf · Kasteel Borgharen · Kasteel Born · Huis Bree · Breust · Kasteel Broekhuizen · Broekhuizen · Gracht Burggraaf · Kasteel De Burght · Kasteel Cartils · Cloppenburg (Oost-Maarland) · Kasteel Cortenbach · Huis De Dael · Dammerscheid · Kasteel De Bockenhof · De Donck (Sevenum) · De Donck (Swolgen) · De Dorth ·  Huis ten Dijcken · Kasteel Doenrade · De Doom · Douve · Douvenrade · De Dries · Kasteel Erenstein · Kasteel Eijsden · Eijsden · Einrade · Kasteel Elsloo · Ensenbroek · Eperhuis · Etzenraderhuuske · Exaten · Kasteel Eijckholt · Kasteel Eyckholt · Eys · Gastendonck · Kasteel Genbroek · Gebroken Slot · Kasteel Geijsteren · Kasteel Op Genhoes · Kasteel Genhoes · Genneperhuis · Kasteel Het Geudje · Kasteel Geulle · Kasteel Geusselt · Geijsteren · Gen Heck · Ghoor · Kasteel Goedenraad · Kasteel Grasbroek · Kasteel Groenendaal · Groethof · Groot Paarlo · Kasteel van Gronsveld · De Gun ·Kasteel Haeren · Kasteel Den Halder · Heerlaer · Heeze · Heijen · 's-Herenanstel · Kasteel Hillenraad · Kasteel Hoensbroek · Hoenshuis · Holstrate · Holtmühle · Huize Holtum · Kasteel Horn · De Horst · Huys ter Horst · Ten Hove (Grathem) · Ten Hove (Panningen) · Huis Brias · Huis Darth ·  Kasteel Hurpesch · Kasteel Sint-Jansgeleen · Kasteel Jerusalem · Kasteel Kaldenbroek · Den Kamp · Kasteel Karsveld · Kasteel Keverberg · Klein Paarlo · Klimmender Huuske · De Kolck · Koppelberg · Laar · Landsfort · Kasteel Lemiers · Kasteelruïne Lichtenberg · Kasteel Limbricht · Lonesteyn · Huize Lovendael · Mazenburg · Kasteel van Meerlo · Kasteel Meerssenhoven · Meezenbroek · Kasteel van Mheer · Middelaar · Kasteel Millen · Kasteel Montfort · Movert · Mulrode · De Munt · Château Neercanne · Kasteel Neubourg · Nienghoor · Huis Nierhoven · Kasteel Nieuwenbroeck · Nije Huys · Kasteel Nijenborgh · Kasteel Nijswiller · Nijthuysen · Kasteel Obbicht · Oedenrade · Kasteel Ooijen · Kasteel Oost (Valkenburg) · Kasteel Oost (Oost-Maarland) · Kasteel Ouborg · Overen · Kasteel Passarts-Nieuwenhagen · Prickenis · Prinsenhof · Puth · De Putting · Raath · De Raay · Ravenhof · Kasteel Reijmersbeek · Kasteel van Rijckholt · Kasteel Rivieren · Rodenbroek · Rosendaal · Kasteel Schaesberg · Kasteel Schaloen · Te Scharen · Schenkenburg · Kasteel Scheres · De Spijker (Geijsteren) · De Spijker (Leeuwen) · Huis Severen · Sibberhuuske · Château St. Gerlach · Spraland · Huis De Spyker · Huize Stalberg · Stalberg (Wellerlooi) · De Steeg · Kasteel Stein · Steinhagen · Steenen Huis · Stoel van Swentibold · Strijthagen (Landgraaf) · Strijthagen (Welten) · Struyver · Kasteel Terborgh · Terlinden (Wijnandsrade) · Terveurdt · Ter Weyer · Kasteel Ter Worm · De Tombe · Huis De Torentjes · Triest · Trippaert · Kasteel Vaalsbroek · Kasteel Vaeshartelt · Valkenburg · Vliek · De Vroenhof · Vrijburg · Kasteel Wambach · Warenberg · Well · Weyershof ·  Wijlre · Kasteel Wijnandsrade · Wijnandsrade · Wijnantshof · Wissegracht · Huize Witham · Kasteel Wittem · Wolfrath · Wylre